# Jeeves and Wooster

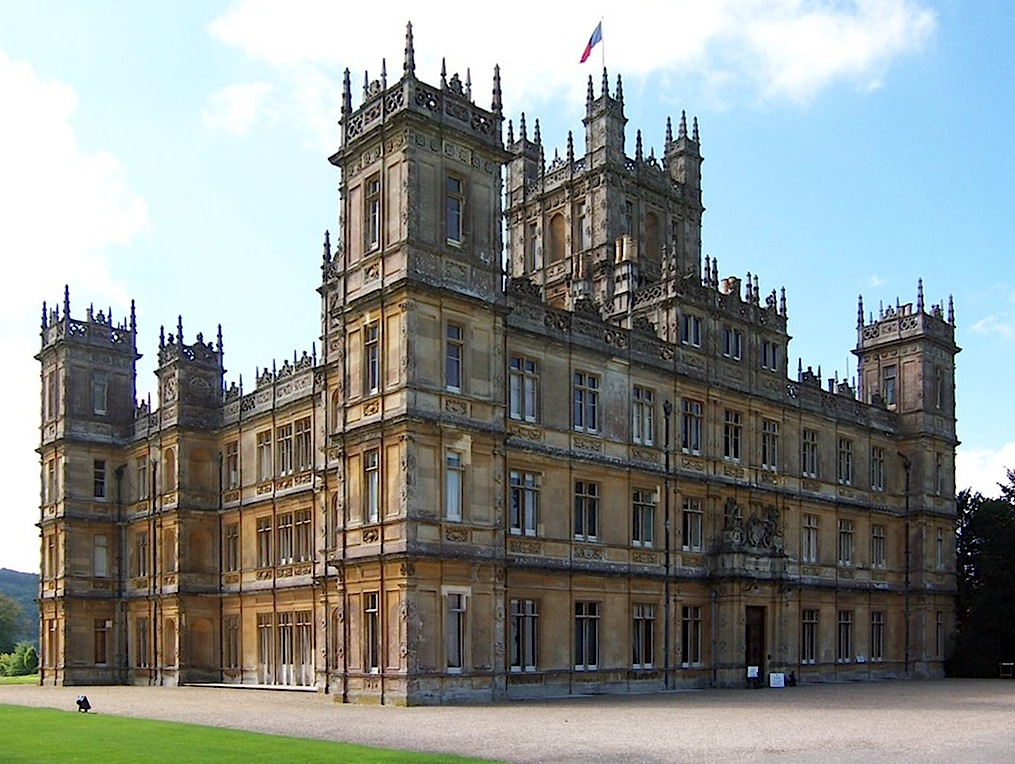
Una de las localizaciones usadas para la serie.

Jeeves and Wooster es una serie de televisión británica de comedia dramática adaptada por Clive Exton de los cuentos y novelas sobre el personaje Jeeves de P. G. Wodehouse. Fue una colaboración entre Brian Eastman, de Picture Partnership Productions, y Granada Television. 
Fue transmitida por ITV entre 1990 y 1993. Fue protagonizada por Hugh Laurie como Bertie Wooster, un joven caballero con una "mezcla distintiva de despreocupación liviana y refinada estupidez", y Stephen Fry como Jeeves, su ayuda de cámara, un hombre sorprendentemente bien informado y talentoso. Wooster es soltero, un aristócrata menor, rico y de vida ociosa. Junto con sus amigos, en su mayoría miembros del club de caballeros The Drones Club (el club de los zánganos), vive todo tipo de desventuras en sociedad de las que los rescata el indispensable valet ("caballero personal de caballeros"), Jeeves. Las historias transcurren en el Reino Unido y los Estados Unidos en la década de 1930.
Cuando Fry y Laurie comenzaron la serie ya eran un dúo cómico popular (conocido como Fry and Laurie) debido a sus apariciones regulares en Friday Night Live, trasmitido por Channel 4, y en su propio programa, A Bit of Fry & Laurie, en el canal de la BBC, de 1987 a 1995. En el documental Fry and Laurie Reunited (2010), revelaron que, pese a su inicial reluctancia a interpretar los papeles de Jeeves y Wooster, finalmente decidieron hacerlo porque sentían que ningún otro actor les haría justicia a los personajes.
La última temporada fue nominada a un British Academy Television Award for Best Drama Series [premio de la academia de televisión británica a la mejor serie dramática].

## Tema musical y créditos de apertura
El tema musical (llamado "Jeeves and Wooster") es una pieza original en el estilo de jazz/swing compuesta por Anne Dudley para el programa. Dudley utilizó variaciones del tema como base para la banda sonora de todos los episodios y fue galardonada con un British Academy Television Award por su trabajo en la tercera temporada de la serie.

## Personajes
Muchos de los roles secundarios del programa, incluyendo personajes importantes como la tía Agatha, Madeline Bassett y Gussie Fink-Nottle, fueron interpretados por más de un actor. Uno de los personajes destacados, tía Dahlia, fue interpretado por una actriz diferente en cada una de las cuatro temporadas. Y al revés, Francesca Folan hizo dos papeles muy diferentes: Madeline Bassett en la primera temporada y Lady Florence Craye en la cuarta.

## Episodios
Se produjeron cuatro temporadas, con 23 episodios en total; cada temporada excepto la primera constó de seis episodios, y todas salieron al aire cada primavera de 1990 a 1993. Los cinco episodios de la primera temporada fueron dirigidos por Robert Young y emitidos por primera vez en abril y mayo de 1990. La segunda temporada, dirigida por Simon Langton, salió al aire en abril y mayo de 1991. La tercera, dirigida por Ferdinand Fairfax, salió al aire de marzo a mayo de 1992. Fairfax también dirigió los seis episodios de la cuarta y última temporada, que inicialmente se emitió en mayo y junio de 1993.

## Recepción
Eileen Diss ganó un British Academy Television Award for Best Design [premio al mejor diseño] por su trabajo en la tercera temporada de Jeeves and Wooster. Derek W. Hayes ganó un British Academy Television Award for Best Graphics [premio a los mejores gráficos] por la última temporada, que fue asimismo nominada para un British Academy Television Award for Best Drama Series. Además, Anne Dudley ganó un British Academy Television Award for Best Original Television Music [premio a la mejor banda sonora original de televisión], y Dany Everett obtuvo un British Academy Television Award for Best Costume Design [premio al mejor diseño de vestuario], ambos por la cuarta temporada.
Al analizar retrospectivamente el programa, Michael Brooke, de BFI Screenonline (un sitio web sobre la historia del cine y la televisión británicos), llamó al guionista Clive Exton la "verdadera estrella de la serie", diciendo que "es sorprendente cómo sus adaptaciones prácticamente capturan el sabor de los originales" al "conservar muchos de los más inspirados modelos literarios creados por Wodehouse".

## Lanzamiento en DVD
Granada Media lanzó las cuatro series en DVD en la Región 2 entre 2000 y 2002. El 1 de septiembre de 2008, ITV Studios Home Entertainment lanzó Jeeves and Wooster: The Complete Collection, una colección de ocho discos que incluye los 23 episodios de la serie.
En la Región 1, A&E Home Video lanzó la serie completa en DVD en los EE. UU. y Canadá.
En la Región 4, Shock Entertainment ha lanzado la serie completa en DVD en Australia. Inicialmente se lanzó cada temporada por separado en 2007/2008, seguidas por la serie completa el 4 de agosto de 2008.

## Lugares de rodaje
- Las escenas interiores de Skeldings Hall (la casa de Bobbie Wickham) se filmaron en Home House, una casa histórica en Londres.
- Las escenas en Totleigh Torres se rodaron en el castillo de Highclere, Hampshire.
- Otros exteriores del episodio "Trouble at Totleigh Torres" se filmaron en West End, Waltham St. Lawrence, Berkshire.
- Los exteriores de Brinkley Court se filmaron en Barnsley Park, Gloucestershire, en la primera temporada, y en Hall Barn, Buckinghamshire, en la cuarta.
- Todas las escenas de interior de Brinkley Court se rodaron en Wrotham Park, Hertfordshire. Allí también se filmaron los interiores y exteriores de Chuffnell Hall en la segunda temporada.
- Tomas de Chuffnell Regis, Devon, fueron filmadas en Clovelly, Devon.
- Escenas del episodio "Bertie Sets Sail" se rodaron en Halton House, Buckinghamshire.
- Tomas en Chuffnell Regis Station se filmaron en Horsted Keynes Station - Bluebell Railway, Sussex.
- Tomas en Ditteridge Hall (episodio "Jeeves Takes Charge") fueron filmadas en Englefield House, Berkshire.
- Tomas en Twing Hall (episodio "The Purity of the Turf") se rodaron en Stanway House, Gloucestershire.
- Tomas en el "Victoria Hotel" y el "Hotel Riviera" en Westcombe-on-Sea (episodio "Pearls Mean Tears") se filmaron en Sidmouth, Devon.
- Algunas de las tomas de exterior en los jardines de la finca Chuffy (episodio "Jeeves in the Country") se rodaron en Polesden Lacey, Surrey.
- Tomas en la casa de la tía de Barmy (episodio "Kidnapped!") fueron filmadas en Clandon Park, Surrey.
- Tomas en Deverill Hall (episodio "Right Ho, Jeeves") fueron rodadas en Joyce Grove, Oxfordshire.
- Tomas en Fothergill Hall (episodio "Comrade Bingo") se filmaron en Dorney Court, Buckinghamshire.
- Tomas en la residencia de Lord Worplesdon en Nueva York (episodio "The Once and Future Ex") fueron filmadas en Gaddesden Place, Hertfordshire.
- Los exteriores de Stuyvesant Towers, la residencia de Wooster en Nueva York en la tercera y cuarta temporada, se rodaron en Bloomsbury, en Senate House, la biblioteca central y edificio administrativo de la University of London.
- Los exteriores de Berkeley Mansions, la residencia de Wooster en Londres, se filmaron en 2 Mansfield Street, Marylebone.